# Sobrasada de Mallorca

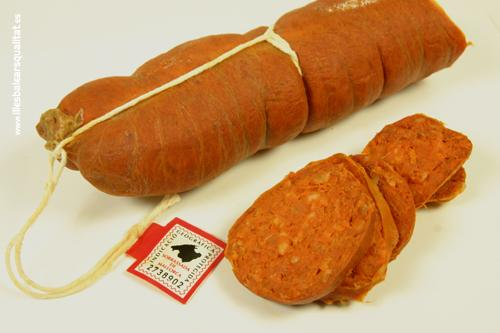
Sobrasada de Mallorca

Die Sobrasada de Mallorca (katalanisch: Sobrassada de Mallorca) ist eine luftgetrocknete, streichfähige Rohwurst von der spanischen Insel Mallorca. Sie besteht aus Schweinefleisch, Speck, edelsüßem Paprikapulver, Salz und Gewürzen und reift langsam nach einem traditionellen Herstellungsverfahren im Trockenraum. Die Herkunftsbezeichnung ist nach europäischem Recht geschützt und ausschließlich mallorquinischen Würsten vorbehalten, aber auch auf den anderen Balearischen Inseln Menorca, Ibiza und Formentera wird Sobrasada hergestellt.

## Geschichte

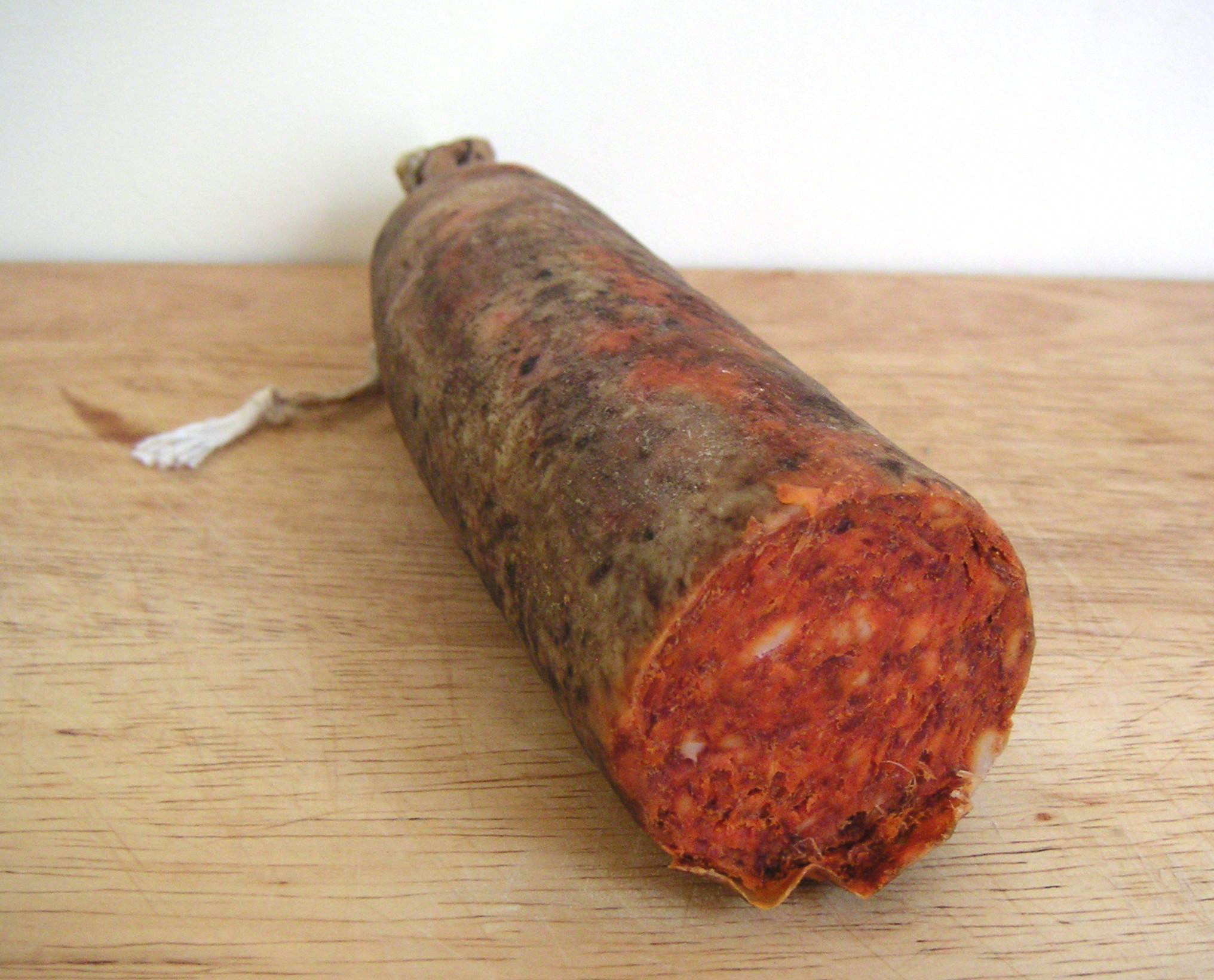
Sobrasada von Menorca

Der erste geschichtliche Nachweis der Sobrasada wurde in einem Schriftstück aus dem Jahr 1403 gefunden, das aus Sizilien stammt, darin wird der Versand von Nahrungsmitteln beschrieben, unter denen auch ausdrücklich die Sobrasadas erwähnt werden. Hieraus könnte man schließen, dass der Name für diese Wurst ursprünglich aus Italien stammt, obwohl es völlig unstrittig ist, dass jene Wurst, von der die Sobrasada ihren Namen geerbt hat, wenig mit dem heute bekannten Produkt gemein hat, denn bis zur Einführung des Paprikas aus Amerika hatte sie nicht die heutige Beschaffenheit.
Die erste Erwähnung dieser Wurst, wie man sie heute kennt, stammt aus dem 17. Jahrhundert und dort wird zitiert, dass sich in einem Speiseschrank „100 Sobrasadas und 30 Llonganissas …“ befanden. Aus dieser Zeit stammen noch viele weitere Einträge über den Verzehr von Schweinefleisch, Herstellung weiterer Produkte und Erzählungen von den Schlachtfesten, die anlässlich der Hausschlachtungen (Balearisch matances) gefeiert wurden.
Ab dem 17. Jahrhundert finden sich zahlreiche Hinweise auf die Verwendung von Sobrasada in der Inselgastronomie und ab diesem Zeitpunkt spielt sie auch eine zunehmend bedeutendere Rolle in der Küche, während ihre Herstellung aus Konservierungsgründen immer mehr in Vergessenheit gerät.
Im 20. Jahrhundert verwenden die Hersteller neue Anlagen und Technologien für die Zubereitung der Sobrasada, um die Qualität des Produktes zu verbessern, aber immer getreu den Erscheinungsformen und nach den alten Rezepturen, nach denen die Sobrasada bei den familiären Schlachtfesten hergestellt wurde.

## Geschützte Herkunftsbezeichnung

Siegel des Consell Regulador

Ende 1993 erteilte die Regierung der Balearen der „Sobrasada de Mallorca“ den Schutz der Ursprungsbezeichnung.

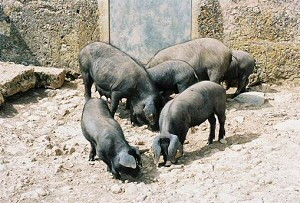
Porc negre – schwarzes Schwein

Die folgenden beiden Sorten der Sobrasada de Mallorca sind als geschützte geografische Angabe eingetragen:
- „Sobrasada de Mallorca“, die aus Schweinefleisch hergestellt wird.

- „Sobrasada de Mallorca de Cerdo Negro“ vom schwarzen Schwein: Ausschließlich aus dem Fleisch des auf Mallorca beheimateten, schwarzen Schweines (Katalan. Porc Negre Mallorquí) hergestellt. Es handelt sich um eine Schweinerasse, die auf Mallorca nach traditionell überlieferter Weise gezüchtet und gefüttert wird.

Im Juli 1996 wurde die Bezeichnung „Sobrasada de Mallorca“ (ausschließlich in dieser Schreibweise, also nicht in der katalanischen Form) auf Antrag der Aufsichtsvereinigung Consejo Regulador de la D. E. «Sobrasada de Mallorca» von der Europäischen Kommission als geschützte geographische Angabe eingetragen. Damit ist der zuvor bereits in Spanien gültige Schutz heute in allen Mitgliedsländern der EU wirksam.

## Herstellung

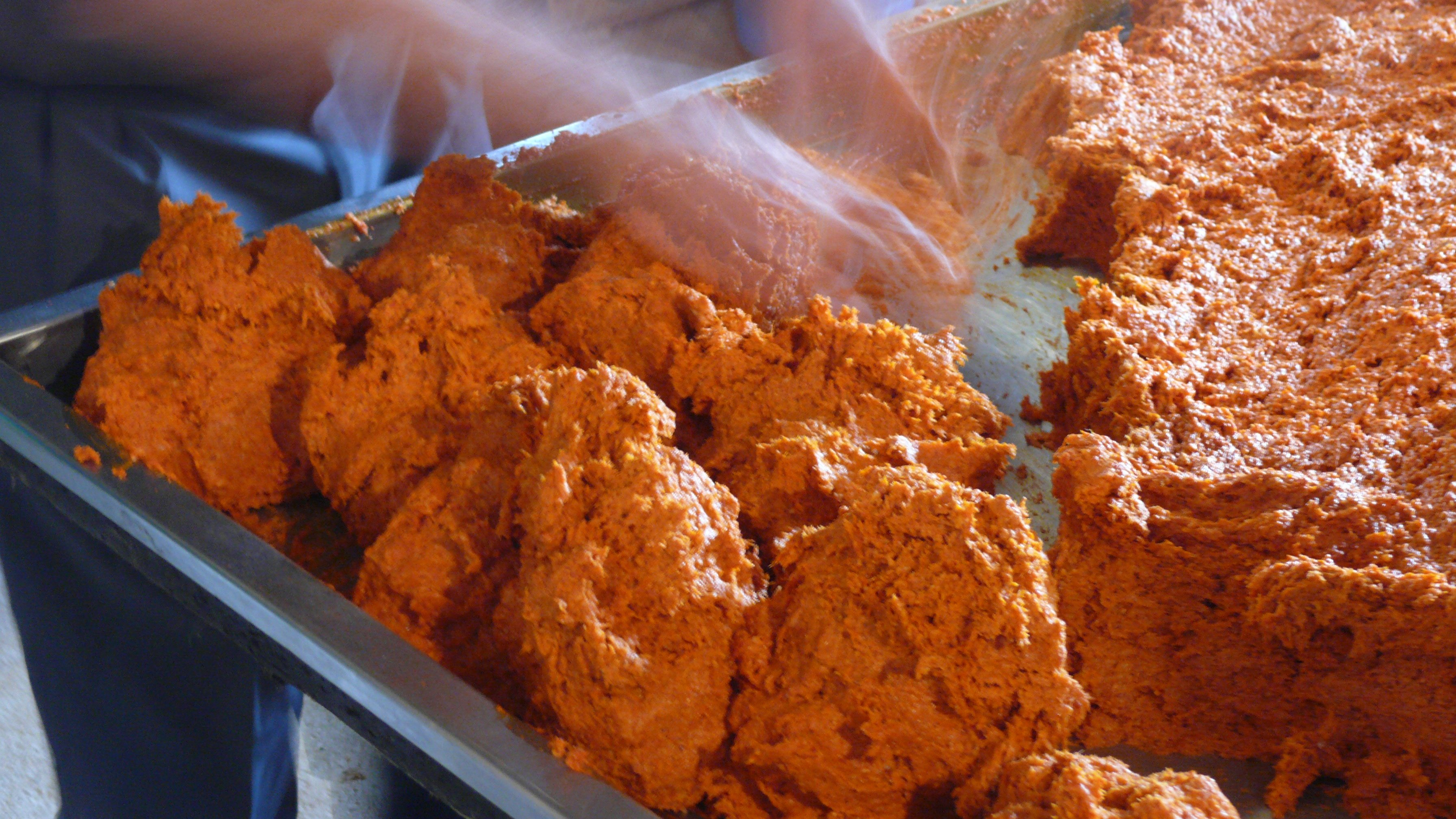
Vorbereitung des Bräts

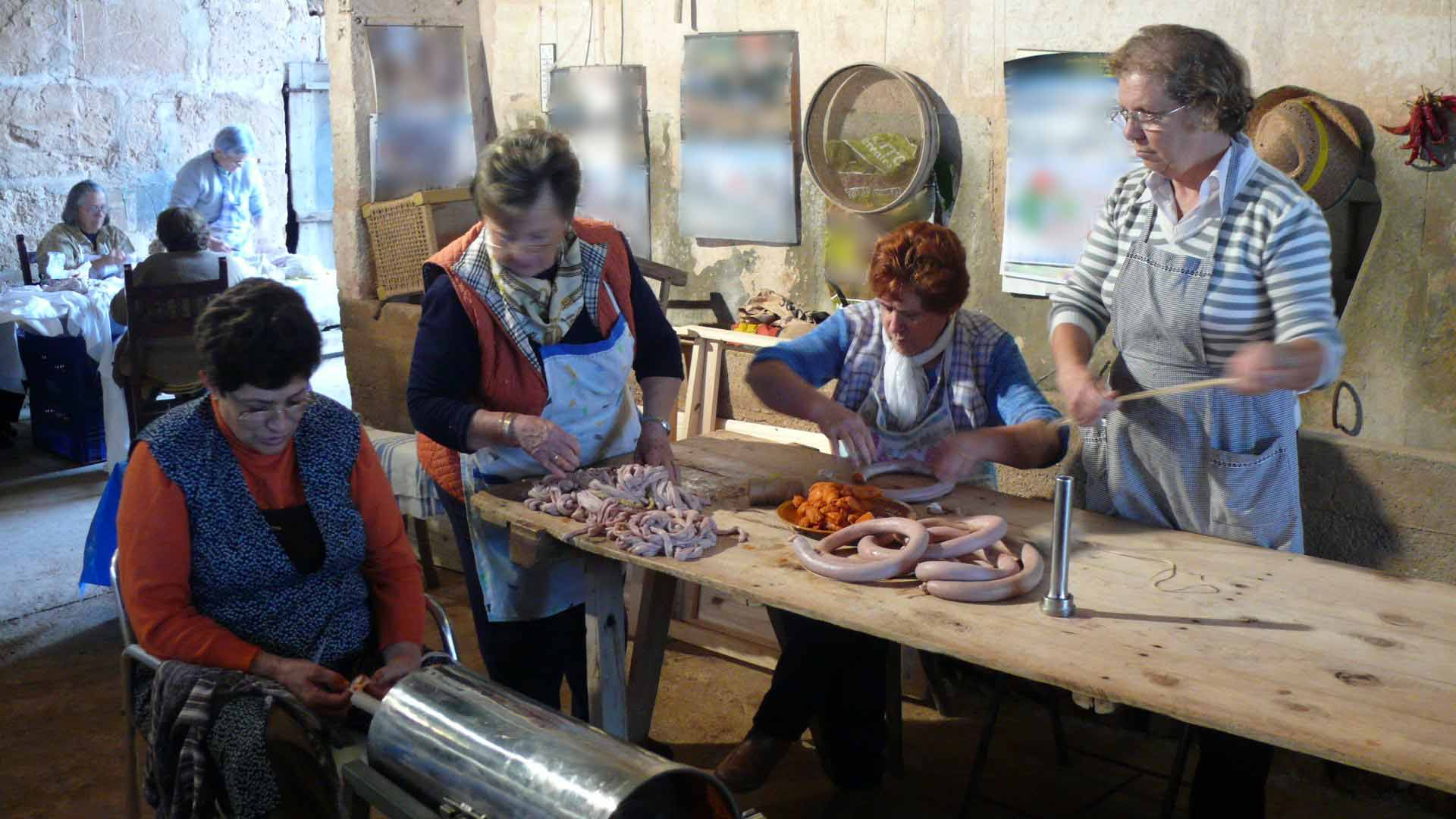
Befüllen der Därme

Zur Herstellung von Sobrasada wird das Fleisch zunächst mit dem Fleischwolf zerkleinert; die Partikelgröße soll etwa 3–5 mm und darf nicht größer als 6 mm sein. Bei diesem Vorgang werden durch den Kontakt mit Sauerstoff und die Zerstörung der Gewebefasern auch Enzyme und Mikroorganismen freigesetzt. Anschließend wird das Fleisch mit Salz und Gewürzen vermengt. Danach wird das fertige Wurstbrät in Därme abgefüllt und bei Temperaturen von 14–16 °C und einer relativen Luftfeuchtigkeit von 70–85 % in Trockenkammern gereift. Während der Reifung verändern sich die physikalischen, chemischen und mikrobiologischen Eigenschaften der Wurst und die Sobrasada erhält ihren charakteristischen Geschmack, die Konsistenz, Farbe und Haltbarkeit. Die Reifezeit hängt von der Größe der jeweiligen Würste ab.

### Rohstoffe
Zur Herstellung der „Sobrasada de Mallorca“ dürfen laut den Bestimmungen des Kontrollrates für die geschützte geografische Angabe nur die folgenden Zutaten in den nachstehenden Proportionen verwendet werden:
- Schweinefleisch mit wenig sichtbarem Fett: zwischen 30 und 60 %
- Schweinespeck: zwischen 40 und 70 %
- (Paprika L. und/oder C. longum D.O.): zwischen 4 und 7 %
- Salz: zwischen 1,8 und 2,8 %.
- Gewürze und natürliche Aromastoffe: Pfeffer, scharfer Paprika, Rosmarin, Thymian und Oregano
- Der Zusatz von Farbstoffen ist ausdrücklich verboten.

Der verwendete Darm kann entweder natürlichen Ursprungs sein oder aus Kollagenfasern bestehen, letztgenannte jedoch nur für Würste bis 500 g.

## Besondere Eigenschaften
Nach dem Trocknen weist die Sobrasada de Mallorca folgende Eigenschaften auf:
- Eine unregelmäßige, längliche Form, je nach verwendetem Darm.
- Eine glatte bzw. leicht runzelige, schimmelfreie Oberfläche von dunkelroter Farbe. Die Masse ist weich, nicht elastisch, haftet gut an und fest zusammen, lässt sich gut schmieren und ist faserarm.
- Beim Aufschneiden zeigt sich ihr feines, marmorrotes Aussehen

Im Mund zeichnet sie sich durch ihre erhöhte Verformbarkeit, Anhaftung und Körnigkeit aus. Man merkt einen höheren Anteil unlöslicher Stoffe. Ihrer Textur nach lässt sie sich gut verstreichen, hält fest zusammen und hat ein ganz charakteristisches Geschmacksaroma, bei dem klar Paprika herauszuschmecken ist.

## Chemische Eigenschaften
- Sobrasada de Mallorca
  - Wassergehalt (g/100 g) Max. 35
  - Fette (g)* Max. 85
  - Eiweißgehalt (g)* Mind. 8
  - Kohlenhydrate (g)* Max. 2,5
  - Verhältnis Collagen zu Protein (g)* Max. 30

- Sobrasada de Mallorca vom schwarzen Schwein (katalan. porc negre)
  - Wassergehalt (g/100 g) Max. 30
  - Fette (g)* Max. 80
  - Eiweißgehalt (g)* Mind. 13
  - Kohlenhydrate (g)* Max. 2,5
  - Relación colágeno/proteína (g)* Max. 30 je 100 g in Trockenmasse)

Neben den vorgenannten Eigenschaften muss die Sobrasada noch den folgenden Bestimmungen genügen: pH-Wert unter 4,5; algeographischer W-Wert (aw) unter 0,91 bzw. aw kleiner oder gleich 0,95, wenn der pH-Wert kleiner oder gleich 5,2 ist.

## Statistik
Produktionsangaben 2006
- Eingetragene Hersteller:
  - Sobrasada de Mallorca: 24 Produktionsbetriebe
  - Sobrasada de Mallorca vom schwarzen Schwein: 14 Produktionsbetriebe
- Mengenangaben:
  - Sobrasada de Mallorca: 2.272 Tonnen
  - Sobrasada de Mallorca de porc negre: 150 Tonnen
  - Warenwert: 13.210.900 EUR